# 三芒耳稃草
三芒耳稃草（学名：Garnotia triseta）为禾本科耳稃草属下的一个种。

## 扩展阅读
- 維基物種上的相關：三芒耳稃草